# Capra falconeri
El marjor (Capra falconeri) es una especie de mamífero artiodáctilo de la familia Bovidae nativa de las regiones montañosas de Asia central y del Himalaya. Marjor en persa significa comedor de serpientes. Es el animal nacional de Pakistán. Sus cuernos son muy apreciados por los cazadores y la medicina china. Actualmente se considera especie casi amenazada en la lista roja de especies amenazadas

## Descripción

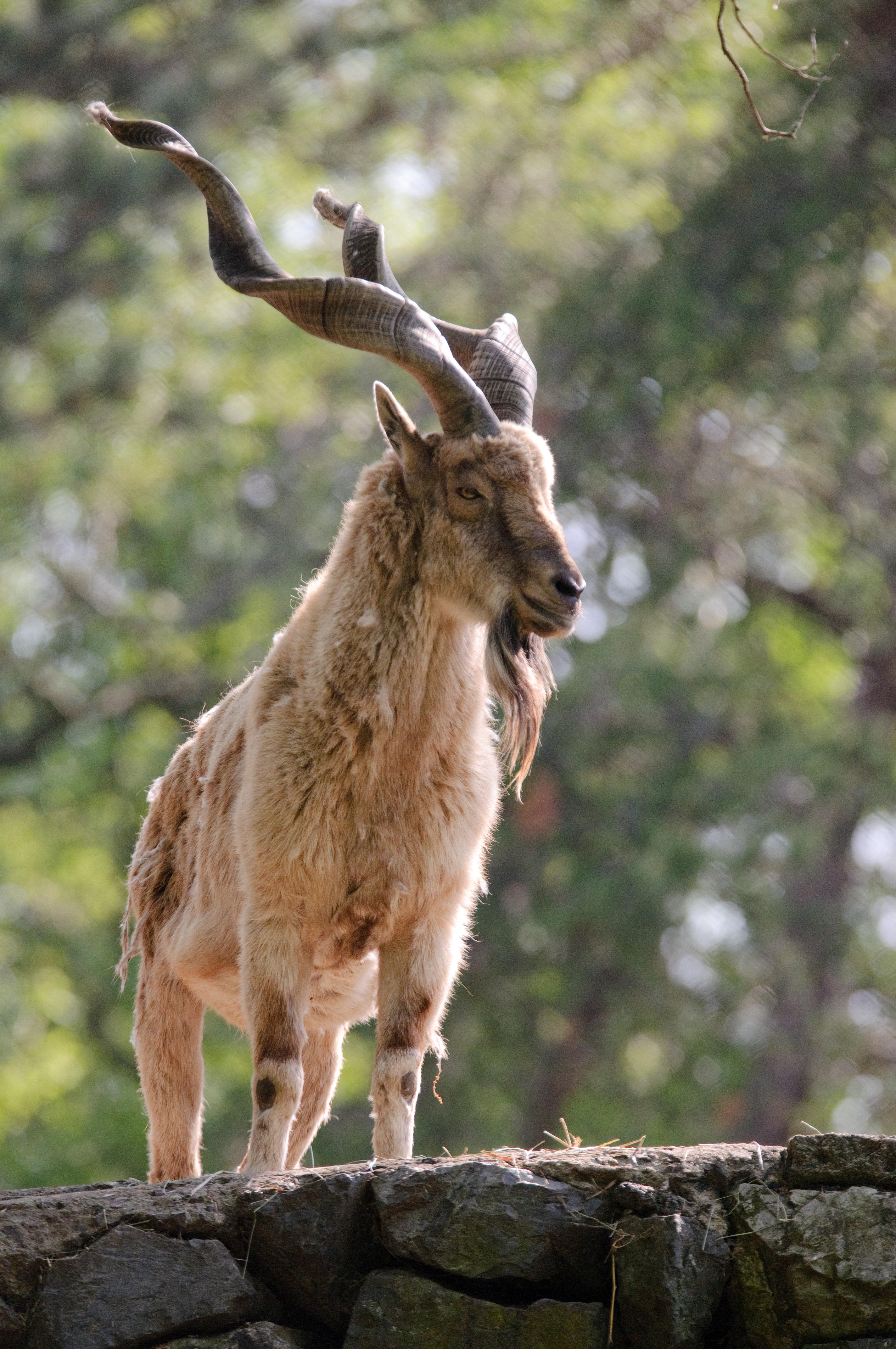
Marjor macho.

Mide hasta 1,4 metros de largo y 1 metro de la altura en la cruz. Pesa hasta 100 kg. Los cuernos de los grandes machos pueden superar el metro de longitud, siendo la longitud máxima registrada de 1,59 m.
Tienen la máxima altura entre las especies del género Capra, pero el íbice siberiano (Capra sibirica) supera su longitud y peso. El pelaje es de color pardo claro a marrón claro, liso y corto en verano, mientras que crece más largo y grueso en invierno. El pelaje de las patas es blanco y negro. Los marjores presentan dimorfismo sexual. Los machos tienen el pelo más largo en la barbilla, el pecho y las patas, mientras que las hembras son de color más rojizo, con el pelo más corto, barba negra y corta, y son sin melena. Ambos sexos tienen cuernos con forma de espiral muy rizados, que se juntan en la cabeza, pero se separan hacia las puntas. Los cuernos de los machos pueden crecer hasta 160 cm de largo y hasta 25 cm en las hembras.

## Distribución y hábitat

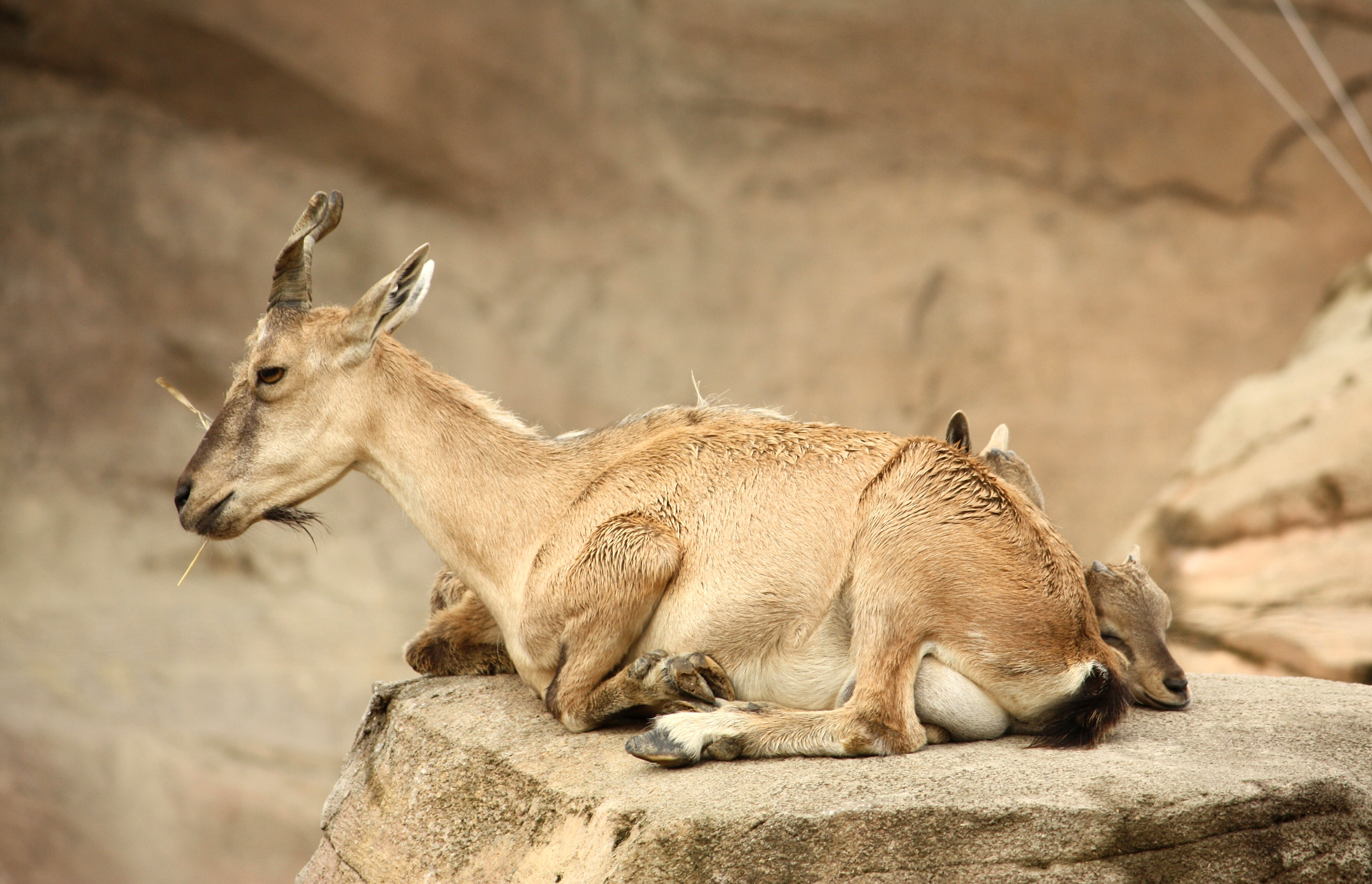
Hembra con su cría.

Se encuentra en Afganistán, India, Pakistán, Tayikistán y Uzbekistán, desde los 600 hasta 3.600 metros de altitud. Solo existen censados en los zoológicos 321 ejemplares. Habitan frecuentemente en matorrales compuestos principalmente de encinas (Quercus ilex), pinos (Pinus gerardiana) y enebros (Juniperus macropoda).

## Comportamiento
Los marjores son diurnos y están activos principalmente temprano en la mañana y al final de la tarde. Sus dietas cambian estacionalmente: en los períodos de primavera y verano pastan, pero recurren al ramoneo en invierno, a veces de pie sobre sus patas traseras para alcanzar ramas altas. La temporada de apareamiento tiene lugar en invierno, durante el cual los machos luchan entre sí empujándose, golpeando sus cuernos e intentando desequilibrarse. El período de gestación dura 135-170 días, y generalmente da lugar al nacimiento de una o dos crías, aunque rara vez tres. Los marjores viven en manadas, generalmente de unos nueve animales, compuestas por hembras adultas y sus crías. Los machos adultos son generalmente solitarios. Las hembras adultas y sus crías comprenden la mayor parte de la población de marjores, con las hembras adultas representando el 32% de la población y las crías el 31%. Los machos adultos comprenden el 19%, mientras que los subadultos (machos de 2 a 3 años) representan el 12%, y los jóvenes (hembras de 12 a 24 meses) representan el 9% de la población. Su llamada de alarma se parece mucho al balido de las cabras domésticas. Al principio de la primavera, los machos y las hembras se pueden encontrar juntos en parches abiertos de hierba y laderas despejadas entre el bosque. Durante el verano, los machos permanecen en el bosque, mientras que las hembras generalmente suben a las crestas rocosas más altas. Sus principales depredadores naturales son el leopardo de las nieves (Panthera uncia), el lobo (Canis lupus) y el lince boreal (Lynx lynx).

### Reproducción
El periodo de gestación se extiende de 135 a 170 días y tiene 1 o 2 crías por camada, en raras ocasiones 3. Las crías permanecen con su madre y son destetadas a los 5-6 meses de edad. Las hembras alcanzan la madurez sexual a los 2 años, mientras que los machos no se reproducen hasta los 4 o 5 años.

## Subespecies
Se reconocen las siguientes subespecies:
- Capra falconeri falconeri - Marjor de cuernos anchos, que incluye al marjor de Astore y al marjor de Cachemira.
- Capra falconeri heptnerni - Marjor tayiko, turcomano, de Bujará o de Heptner.
- Capra falconeri megaceros - Marjor de cuernos rectos, que incluye al marjor de Kabul y al marjor de Solimán.